# Peper See
Der Peper See ist ein See in der Gemeinde Süsel – südwestlich von Süsel / südöstlich des Ortsteiles Middelburg – im Kreis Ostholstein in Schleswig-Holstein. Er liegt in der Holsteinischen Schweiz, umgeben von einer hügeligen Moränenlandschaft.
Der See hat eine ovale Form mit einer Länge von circa 300 m und einer Breite von 150 m. Der Peper See entwässert in den nordöstlich gelegenen Middelburger See. Das Gebiet des Peper Sees gehört zu dem Naturschutzgebiet „Middelburger Seen“.